# Sh2-58
Sh2-58 (nota anche come RCW 171) è una nebulosa a emissione visibile nella costellazione dello Scudo.
Si individua nella parte occidentale della costellazione, circa 1° a SW della stella α Scuti; si estende per 8 minuti d'arco in direzione di una regione della Via Lattea fortemente oscurata da dense nubi di polveri. Il periodo più indicato per la sua osservazione nel cielo serale ricade fra giugno e novembre; trovandosi a soli 9° dall'equatore celeste, può essere osservata indistintamente da tutte le regioni popolate della Terra.
Si tratta di una remota regione H II situata sul bordo interno del Braccio del Sagittario alla distanza di circa 2470 parsec (circa 8060 anni luce), a circa 300 parsec dalla regione dell'associazione Sagittarius OB4; a questa nebulosa sarebbe associata la nube molecolare SYCSW 317, individuata tramite le sue emissioni alla lunghezza d'onda del CO, e la sorgente di onde radio [L89b] 23.115+0.556, coincidente con una regione H II compatta. Ulteriori indizi di fenomeni di formazione stellare attivi sono dati dalla presenza della sorgente di radiazione infrarossa RAFGL 5246S.
L'area di cielo in cui si trova Sh2-58 comprende la vicina nube Sh2-57, dalla quale è apparentemente separata dalla nebulosa oscura LDN 446, e la grande superbolla nota come Scutum supershell; tuttavia le distanza dei singoli oggetti sono diverse fra loro e pertanto non vi sarebbe alcuna relazione fisica fra di essi: Sh2-57 si troverebbe infatti a 1500 parsec dal sistema solare, dunque molto in primo piano, mentre la superbolla farebbe parte del Braccio Scudo-Croce, essendo alla distanza di circa 3400 parsec. Ancora più distante sarebbe invece il resto di supernova W41.